# Elfen Lied
Elfen Lied (japonès: エルフェンリート, hepburn: Erufen Rīto) és un manga japonès escrit i il·lustrat per Lynn Okamoto. Es va publicar a la revista de manga seinen de Shueisha Weekly Young Jump de juny de 2002 fins a agost de 2005, i els seus 107 capítols es van recopilar en dotze volums tankōbon. Elfen Lied gira al voltant de les interaccions, punts de vista, emocions i diferències entre els éssers humans i els diclonius, una espècie mutant de complexió semblant als humans, però distingible per dues banyes al cap i "vectors", braços transparents controlats telecinèticament que tenen el poder de manipular i tallar objectes al seu abast. La sèrie se centra en l'adolescent diclonius Lucy que va ser rebutjada pels éssers humans i, per tant, vol venjar-se'n.
La sèrie pren el nom del poema de Goethe, Elfenlied, que en alemanya significa "cançó de les fades", que apareix a la història. Elfen Lied conté temes de discriminació, alienació social, identitat, prejudicis, venjança, abús, gelosia, penediment i el valor de la humanitat. També es destaca per la violència gràfica, els temes emocionals de com canvien els personatges i el tema transgressor general de tota la història.
L'estudi Arms va produir una adaptació d'anime de 13 episodis dirigida per Mamoru Kanbe, que es va emetre a AT-X de juliol l'octubre de 2004. L'anime es va acabar d'emetre abans que el manga estigués complet; com a resultat, la trama va prendre un camí diferent, especialment el final.
A la República Popular de la Xina el Ministeri de Cultura prohibí l'entrada de les obres d'Elfen Lied juntament amb altres animes al país des del 2015.

## Argument
Lucy escapa del laboratori on experimentaren amb ella durant anys pels seus poders com a diclonius, una raça humana evolucionada amb poders físics molt superiors als humans normals.
Acaba a la platja, on és cuidada per dos universitaris, Kouta i Yuka, dos cosins. Lucy ha canviat de personalitat, sent anomenada pels universitaris com a Nyu perquè en aquesta personalitat solament diu "nyu".
Durant la sèrie un responsable del laboratori, Kurama, envia altres diclonius per a matar-la: primer Nana, que fracassa, i després una diclonius més poderosa.

## Personatges
- Lucy: La protagonista, Lucy, és un exemple de personatge femení a l'anime de la dècada del 2000 de xica innocent que passa per una transformació que la torna molt violenta. Ha sigut sotmesa a experiments biomèdics i canvia de personalitat a una xicona vergonyosa que soles sap dir "Nyu".[9] La personalitat misantropa de Lucy es va formar pels traumes viscuts. El contrast entre les personalitats Lucy/Nyu són vistes com a arquetips del Mal/Bé.[10] Lucy és masculina en la seua identitat, tal com es veu en la seua expressió en primera persona en japonès. La seua representació canvia segons la personalitat: Lucy és poc femenina mentre Nyu sí.[11]
- Kouta: Humà que cuida Lucy. Benintencionat i ingenu. Se sent atret per Nyu i per Yuka.[12] Juntament amb Yuka com a esposa i Mayu i els diclonius acollits com a fills, forma una família ideal.[13]
- Yuka: Arquetip de mare.[12]
- Mayu: Humà que fou abusat pel seu padrastre.[14]
- Nana: Diclonius vençuda per Lucy. Després de la seua derrota li solen caure les cames.[12]
- Kurama: Pare de Nana.[13]

## Anàlisi
La sèrie agrada a l'audiència per satisfer fantasies de sexe i violència i per permetre explorar les ansietats lligades en ser que ocupen com a persones i com a membres de la societat. Els temes tractats són l'Altre, el conformisme, la discriminació i l'abús, malgrat que la narrativa presentada desfà la possibilitat de traure un missatge moral.
La història se situa en un ambient real: la costa de Kamakura. Aquesta ambientació és genuïnament japonesa.
Les diclonius són una raça humana mutada dels Homo sapiens moderns que es caracteritza per tindre uns braços transparents que ixen de l'esquena i no poden ser utilitzats si el diclonius està sotmès a un gran dolor. Les banyes dels diclonius semblen orelles de gat per a representar elements afectius, que busquen l'atracció emocional al lector/audiència.
Les figures maternes són escasses, remarcant la manera de reproduir-se dels diclonius mitjançant la transferència d'ADN amb els braços. Les figures masculines dominants solen ser malvats.
Destaca el fet que no totes les motivacions per infligir dolor provenen d'experiències com a víctima.

## Contingut de l'obra

### Manga
Elfen Lied és una sèrie manga escrita i il·lustrada per Lynn Okamoto, publicada a la revista de manga seinen Weekly Young Jump de Shueisha del 6 de juny de 2002 al 25 d'agost de 2005. Shueisha va recopilar els seus 107 capítols en dotze volums tankōbon, publicats del 18 d'octubre de 2002 al 18 de novembre de 2005.

### Anime
Elfen Lied va rebre una adaptació en format d'anime de 13 episodis, el qual va ser dirigit per Mamoru Kanbe, animat per Arms i produït per Genco i VAP. L'autora Lynn Okamoto té un breu cameo a l'episodi 12. Elfen Lied es va emetre per primera vegada al canal per satèl·lit AT-X de TV Tokyo del 25 de juliol al 17 d'octubre de 2004 i es va tornar a emetre el 2005. Elfen Lied també va rebre una OVA de 24 minuts, publicada per VAP el 21 d'abril de 2005. Té lloc dins del període de l'onzè episodi de la sèrie.
La sintonia d'obertura de la sèrie és Lilium (significa en llatí "lliri"), interpretada per la cantant d'òpera Kumiko Noma en llatí. Les lletres provenen de psalms, passatges bíblics i de la Missa Alquímica de Nicolaus Melchior Cibinensis. La lletra parla de santedat i pau, cosa que contrasta amb el nivell de violència de la història. El tema de cloenda és Be Your Girl de Chieko Kawabe.

## Rebuda
Tant la versió amb veus japoneses com l'anglesa tingué bona nota a Anime News Network. La seua banda sonora va tindre també una bona rebuda pels crítics.